# Jake Blount
Jake Blount es un músico y escritor estadounidense con sede en Providence, Rhode Island. Se especializa en la música tradicional de los Afroestadounidense, y su obra ha sido descrita como "folclore afrofuturista". Aunque inicialmente fue reconocido por su habilidad como intérprete de banjo y violinista, es un multiinstrumentista y vocalista versátil que ha descrito su música como "genrequeer". A menudo interpreta la mayoría de sus composiciones y emplea con fluidez instrumentos modernos y técnicas de producción en sus interpretaciones de un repertorio centenario. Su obra critica las nociones populares de género y tiempo lineal, y suele centrar temas de justicia social y ambiental.
El primer álbum de Blount, Spider Tales, debutó en el puesto número 2 en el Billboard Bluegrass Chart. Recibió una nominación a Álbum del año en los International Folk Music Awards de 2021, fue nombrado Mejor de las Américas en los Songlines Music Awards  el mismo año. Poco después del lanzamiento del álbum, Blount recibió el premio Steve Martin Banjo. Su sencillo "The Man Was Burning" apareció en la lista de Spotify de las mejores canciones de blues de 2022.  El álbum más reciente de Blount, The New Faith,  lanzado por Smithsonian Folkways Recordings como parte de su African-American Legacy Series. Fue clasificado entre los mejores lanzamientos de folk y raíces de 2022 por medios de comunicación como The Guardian, NPR y Rolling Stone. 

## Primeros años de vida
Blount nació y creció en Washington, DC. Su familia es interracial; la familia de su madre es originaria de Suecia y Jersey, y su padre es negro. Blount y su hermana mayor asistieron a la escuela diurna de Georgetown. Sus padres, Jeanne Meserve y Jeffrey Blount, eran comunicadores de noticias en televisión. Comenzó a aprender a tocar la guitarra eléctrica a los 12 años y tocaba en bandas de rock con sus compañeros. Influenciado por un encuentro casual con Megan Jean y la KFB,
Blount se inscribió en Hamilton College en 2013, donde centró sus estudios en la música folclórica afroamericana. Recibió sus primeras lecciones de banjo de la mano de Lydia Hamessley, quien se convertiría en su asesora, y se adentró en la música de antaño.

## Carrera
En 2016, su agrupación, The Moose Whisperers, ganó el concurso de bandas  en el Festival de Música de Bandas de Cuerdas de los Apalaches en Clifftop, Virginia Occidental. En 2017, Blount se graduó de Hamilton College con una licenciatura en etnomusicología, lanzó su primer EP, Reparations, con la violinista Tatiana Hargreaves, y comenzó a hacer giras. The Moose Whisperers lanzó su álbum homónimo a principios de 2018 y se embarcó en una gira de lanzamiento en Escandinavia. Al regresar, Blount y Hargreaves abrieron varios espectáculos para Rhiannon Giddens.
Blount y la violinista Libby Weitnauer formaron el dúo Tui en una gira por Australia en 2018. Lanzaron su álbum, Pretty Little Mister, en 2019. Al año siguiente, Blount apareció en Radiolab y fue seleccionado como miembro de  Bluegrass de 2020 de la Asociación Internacional de Música Bluegrass. También obtuvo el primer lugar en el concurso de banjo en el Festival de Música de Banda de Cuerdas de los Apalaches, compitiendo con melodías de los banjoistas negros Nathan Frazier y Dink Roberts.
En 2020, Blount lanzó  Spider Tales, en Free Dirt Records. Debutó en el puesto número dos en el Billboard Bluegrass Chart. The Guardian declaró el disco "un clásico instantáneo" y le otorgó cinco de cinco estrellas. Bandcamp lo seleccionó como su Álbum del día y recibió una cobertura positiva de NPR, Rolling Stone, Billboard y más.   En una entrevista con Country Queer, Blount declaró que el álbum "surgió del deseo de desentrañar el tipo de ira y demandas de justicia y resentimiento que veo hirviendo a fuego lento en el canon de la música tradicional negra a lo largo de la historia" El álbum fue nombrado entre los mejores lanzamientos de 2022 por publicaciones como NPR, Bandcamp Daily, y The New Yorker. 
Blount recibió el premio Steve Martin poco después del lanzamiento de Spider Tales.  Destacó en la edición de fin de semana de NPR en un segmento sobre músicos tradicionales y sus esfuerzos para abordar el tema del racismo, y fue entrevistado por Hunter Kelly para el programa Proud Radio de Apple Music. El éxito de Spider Tales catapultó a Blount a un gran número de giras, lo que llevó a actuaciones en lugares como el Kennedy Center y el Newport Folk Festival.
En 2022, Blount lanzó "The Man Was Burning" en Free Dirt Records. La canción recibió una cobertura positiva de NPR, y apareció en la lista de Spotify de las mejores canciones de blues de 2022. 
Más tarde, hizo su debut en Smithsonian Folkways con el álbum conceptual afrofuturista The New Faith. El disco, que incorpora rap, bucles, procesamiento digital y una gama más amplia de instrumentación que sus trabajos grabados anteriormente, representa una progresión sónica y conceptual significativa para Blount. Si bien Blount ha dicho que ve todo su trabajo como intrínsecamente afrofuturista, The New Faith se relaciona con el afrofuturismo de manera más explícita. El álbum está ambientado en el futuro y representa una ceremonia religiosa celebrada por descendientes de refugiados climáticos negros. Está compuesto en su totalidad por canciones populares tradicionales reorganizadas, algunas de las cuales datan del siglo XVII. NPR, The Guardian, Rolling Stone  y otros lo nombraron entre los mejores lanzamientos de raíces y folk de 2022.
En 2023, Blount actuó en  Tiny Desk de NPR y una nominación a Artista del Año en los International Folk Music Awards.

## Discografía

### Álbumes de estudio en solitario
| Título            | Detalles del álbum                                                                | Posiciones pico en el gráfico                               |
| ----------------- | --------------------------------------------------------------------------------- | ----------------------------------------------------------- |
| Reparaciones (EP) | - Sello: Autoeditado - Fecha de lanzamiento: 28 de julio de 2017                  | Ninguno                                                     |
| Cuentos de arañas | - Disquera: Free Dirt Records - Fecha de lanzamiento: 29 de mayo de 2020          | Bluegrass de EE. UU.: n.º 2                                 |
| la nueva fe       | - Disquera: Smithsonian Folkways - Fecha de lanzamiento: 23 de septiembre de 2022 | Cuadro folclórico de la NACC: #1 Cuadro folclórico FAI: # 6 |

### como Tui
- Pequeño señor bonito (2019)

### ComoSusurradores de alces
- Los susurradores de alces (2018)

## Individual
| Título                         | Año  |
| ------------------------------ | ---- |
| "El hombre se estaba quemando" | 2022 |